# خالد الحازمي
خالد الحازمي لاعب كرة قدم سعودي يلعب في نادي البكيرية كلاعب وسط.

## مسيرة اللاعب
لعب في النادي الأهلي في الفئات السنية وانتقل إلى نادي البكيرية في عام 2001.